# Clastrotylus sjoestedti
Clastrotylus sjoestedti är en mångfotingart som beskrevs av Hoffman 2005. Clastrotylus sjoestedti ingår i släktet Clastrotylus och familjen Gomphodesmidae. Inga underarter finns listade i Catalogue of Life.